# Villasayas
Villasayas – gmina w Hiszpanii, w prowincji Soria, w Kastylii i León, o powierzchni 61,76 km². W 2011 roku gmina liczyła 75 mieszkańców.